# Paul Löher

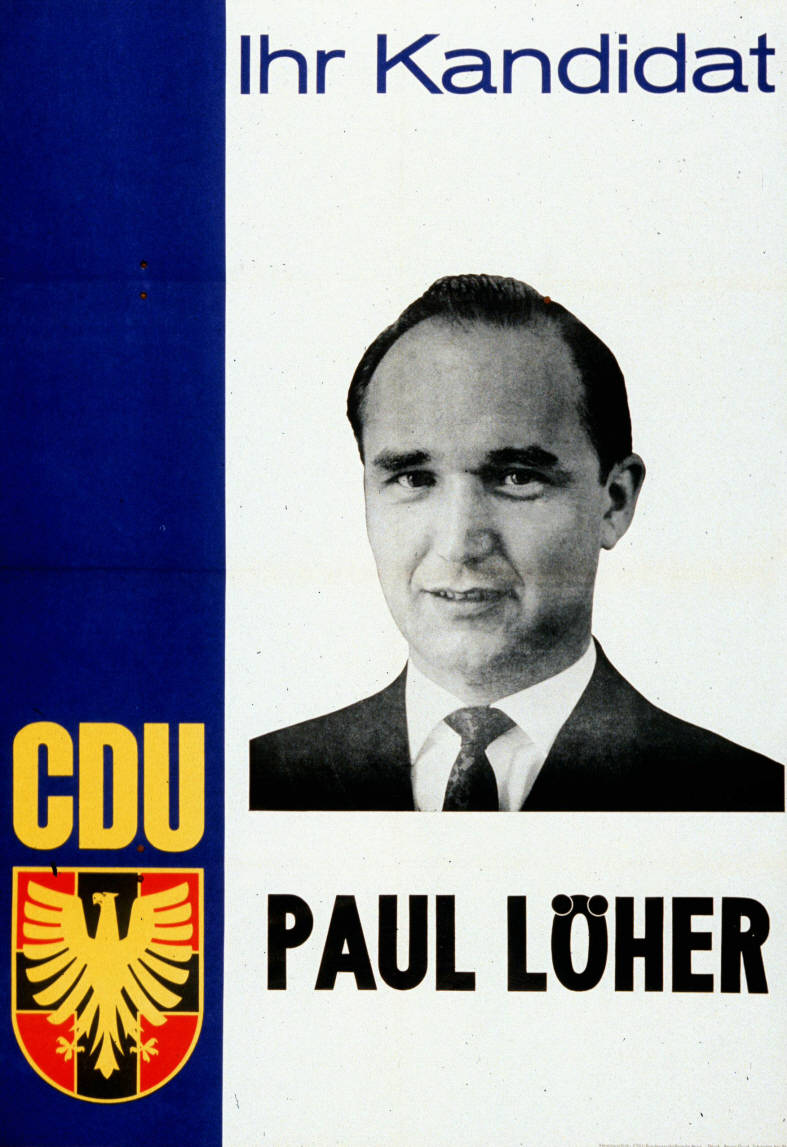
Paul Löher auf einem Wahlplakat zur Bundestagswahl 1961

Paul Löher (* 29. Juni 1924 in Hörde; † 27. Februar 1995 in Dortmund) war ein deutscher Politiker (CDU).

## Leben und Beruf
Löher war der Sohn des Betriebsangestellten Johannes Löher und der Anna, geborene Geldmacher. Nach dem Besuch der Volksschule und dem Abitur an der Oberschule absolvierte er eine Ausbildung als Industriekaufmann, die er mit der Gehilfenprüfung abschloss. Danach wurde er zur Wehrmacht eingezogen und nahm von 1943 bis 1945 als Soldat am Zweiten Weltkrieg teil, zuletzt als Leutnant. Bei Kriegsende geriet er in Gefangenschaft.
Löher arbeitete ab 1948 als kaufmännischer Angestellter bei der Hoesch Hüttenwerke AG in Dortmund, bei der er 1954 zum Sachbearbeiter und 1966 zum Gruppenleiter aufstieg. Er war ab 1947 Mitglied der IG Metall, für die er ab 1963 Mitglied des Betriebsrats der Hoesch AG war. Neben seiner beruflichen und gewerkschaftlichen Tätigkeit nahm er an Wehrübungen der Bundeswehr teil, zuletzt im Rang eines Oberstleutnants der Reserve.
Paul Löher war seit 1947 verheiratet und hatte zwei Söhne. Er lebte im Dortmunder Stadtteil Barop.

## Partei
Löher beantragte am 21. November 1942 die Aufnahme in die NSDAP und wurde rückwirkend zum 1. September desselben Jahres aufgenommen (Mitgliedsnummer 9.282.165). seit 1953 schloss er sich der CDU an. Er gehörte dem Kreisvorstand der CDU Dortmund an, war seit 1963 Mitglied im Landesvorstand der Sozialausschüsse Westfalen-Lippe und wurde 1969 Vorsitzender der Arbeitsgemeinschaft christlich-sozialer Betriebsgruppen des CDU-Landesverbandes Westfalen-Lippe.

## Abgeordneter
Löher war von 1956 bis 1972 Ratsmitglied der Stadt Dortmund und wurde dort 1961 zum Vorsitzenden der CDU-Ratsfraktion gewählt. Dem Deutschen Bundestag gehörte er vom 23. April 1972, als er für den ausgeschiedenen Abgeordneten Theodor Blank nachrückte, bis 1987 an. Er war stets über die Landesliste der CDU Nordrhein-Westfalen ins Parlament eingezogen.